# Jüdischer Friedhof (Dassel)

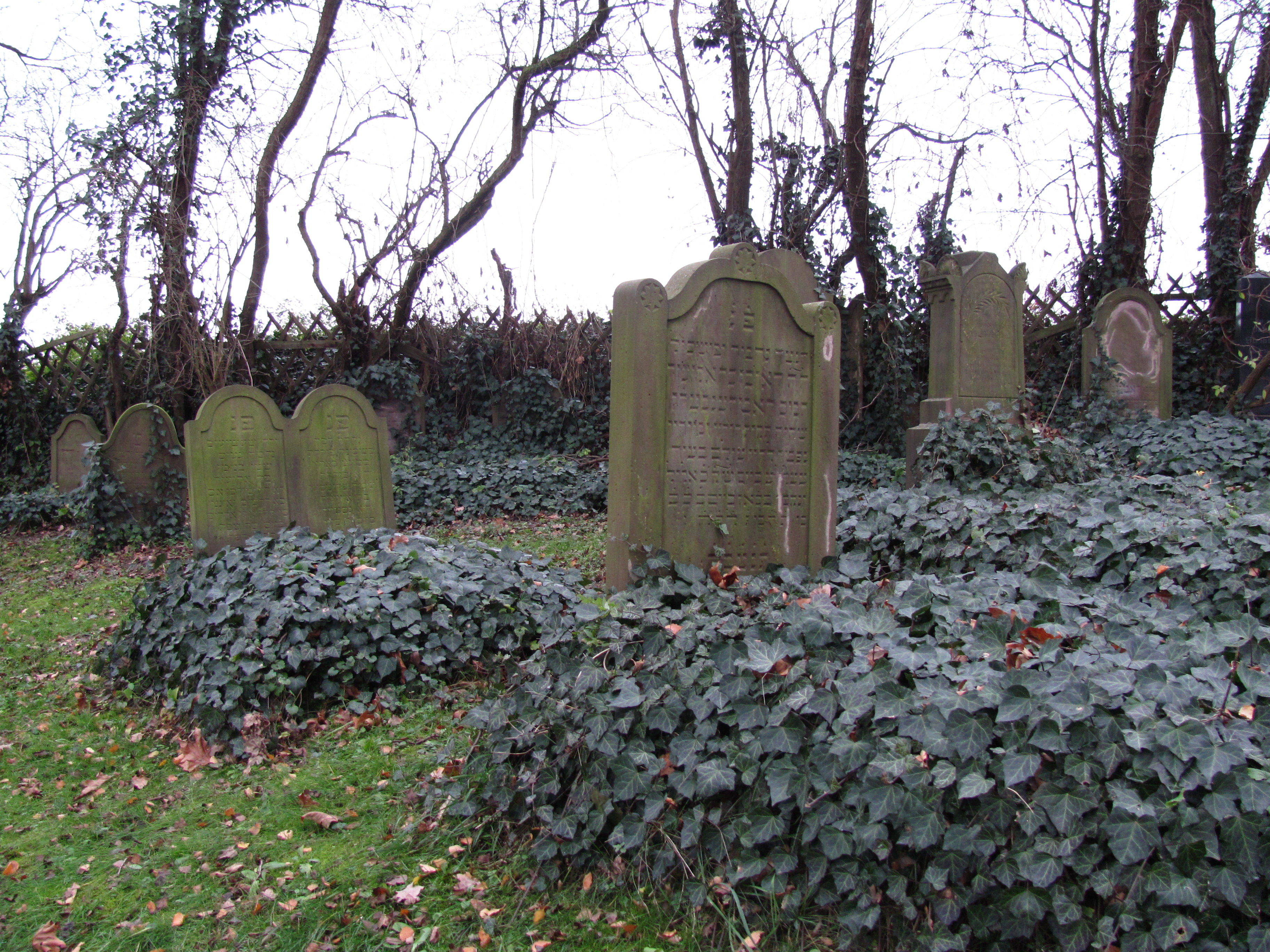
Der Jüdische Friedhof Dassel

Der Jüdische Friedhof Dassel ist ein jüdischer Friedhof in der niedersächsischen Kleinstadt Dassel im Landkreis Northeim. Er ist ein geschütztes Kulturdenkmal.
Auf dem Friedhof, der von 1850 bis 1935 belegt wurde und an der Sievershäuser Straße liegt, befinden sich 21 Grabsteine. 